# Classe sémantique
Une classe sémantique contient des mots qui partagent certaines propriétés sémantiques.
Il peut y avoir des intersections entre les classes sémantiques ; par exemple, l'intersection de femme et jeune peut être fille.